# Лагорио, Рикардо Эрнесто
Рикардо Эрнесто Лагорио (род. 7 марта 1955) — аргентинский дипломат. Посол Аргентины в Российской Федерации (с октября 2017 по 1 февраля 2021).

## Биография
Рикардо Лагорио родился  7 марта 1955 года в Гватемале, по национальности — аргентинец. 
В Израиле, Венесуэле и Аргентине провёл детство и юность и там получил своё начальное и среднее образование. С 1973 по 1978 годы проходил обучение в Папском католическом университете Аргентины «Санта Мария де Буэнос-Айрес», получил специальность международные отношения. С 1978 по 1979 годы обучался в  Институте дипломатической службы Аргентины (ISEN). С 1983 по 1985 годы получал образование в магистратуре Городского Университета Нью-Йорка. Является кандидатом политических наук.
Весь свой трудовой путь Рикардо Лагорио связал с дипломатической работой. С 1980 года он работает в Министерстве иностранных дел, международной торговли и культа Аргентины. С 1982 по 1989 годы занимал должность в Постоянной миссии Аргентинской Республики в ООН. В 1993 году проходил службу в Министерстве обороны Аргентины, в том числе с 1994 по 1996 годы был заместителем министра по политике и стратегии, Полномочным министром второй категории. 
С 1998 по 2000 годы Рикардо Лагорио работает в должности директора управления многосторонних договоров по окружающей среде Министерства иностранных дел, международной торговли и культа. 
В 2007 году назначен и трудился советником по внешней политике правительства Буэнос-Айреса. С 2015 по 2017 годы работал в должности главы департамента планирования и анализа внешней политики Министерства Иностранных Дел и Культа.
В апреле 2017 года направлен для выполнения международной миссии и назначен послом Аргентины в Российской Федерации, 3 октября 2017 года вручил Президенту Российской Федерации верительные грамоты. Одновременно является послом своей страны в Белоруссии, Казахстане, Туркменистане и Узбекистане. 
В 2018 году получил диплом заслуги от Фонда Konex в дипломатической категории.